# 1000
Il 1000 (M in numeri romani) è un anno bisestile del X secolo.

## Eventi

### Per luogo

#### Americhe
- 9 ottobre - Leif Eiríksson scopre Vinland, diventando il primo europeo conosciuto a mettere piede nelle Americhe, più precisamente in Nord America
- Attorno a questo anno i Taino divennero il popolo dominante di Porto Rico

#### Asia
- Murasaki Shikibu inizia la stesura, completata nel 1008, di "Genji Monogatari" ("Storia di Genji"), scritto in giapponese
- L'Imām fatimide al-Ḥākim bi-amri llāh fa uccidere il suo tutore e assume l'effettivo potere nei suoi domini

#### Europa
- Fondazione del Regno cristiano d'Ungheria
- Pietro II Orseolo, doge di Venezia, conduce una vittoriosa spedizione militare contro i pirati Narentani, ottenendo l'atto di omaggio delle città istro-dalmate alla Serenissima e il riconoscimento da parte dell'imperatore bizantino Basilio II del titolo di Dux Veneticorum et Dalmaticorum che sancisce l'inizio dell'espansione veneziana nell'Adriatico
- Durante un pellegrinaggio alla tomba di sant'Adalberto di Praga a Gniezno, l'imperatore Ottone III investe Boleslao con il titolo di Frater et Cooperator Imperii; alcuni storici asseriscono che l'imperatore offrì anche la corona di re a Boleslao. Durante la stessa visita Ottone III accettò la consacrazione ad Arcivescovato della città di Gniezno, che segna la nascita della Chiesa nazionale polacca
- Ottone III fa aprire la cripta di Carlo Magno, conservata nella Cattedrale di Aquisgrana; si dice che il corpo dell'imperatore fu trovato in notevole stato di conservazione, seduto su un trono di marmo, vestito con gli abiti imperiali, con la sua corona in testa, con i Vangeli aperti in grembo e lo scettro in mano. Un grande affresco, situato nella sala grande del municipio di Aquisgrana, rappresenta Ottone e i suoi nobili che ammirano l'imperatore defunto
- Sancho III Garcés di Navarra diventa sovrano di Aragona e Navarra.
- Mieszko I, fondatore, nel 997, della città di Danzica, e suo figlio ricevettero la terra in pegno e il titolo ducale da Ottone III
- Padova diventa un comitatus, una specie di contea
- L'imperatore Ottone III divenne protettore di Monza e di tutti i suoi possedimenti: Bulciago, Cremella, Lurago, Locate e Garlate
- Olaf I di Norvegia viene sconfitto in una battaglia navale a Svolder da una coalizione di suoi avversari, tra i quali Sweyn I di Danimarca e Olof III di Svezia.

### Per argomento

#### Architettura
- Termina la costruzione (avviata nel 989 sotto re Smbat II) della cattedrale armena di Ani, oggi situata in Turchia
- Costruzione del monastero di Biella, importante esempio di costruzione protoromanica, edificato da maestri lombardi
- Ottone III fa costruire la Basilica di San Bartolomeo all'Isola, a Roma

#### Astronomia
- L'astronomo e matematico persiano Abu-Mahmud al-Khujandi inventa il sestante astronomico

#### Demografia
- Elenco delle 10 città più popolose nell'anno 1000[1]
  - 1) 450 000 ab. a Cordova, Al-Andalus, l'odierna Spagna
  - 2) 400 000 ab. a Kaifeng, in Cina
  - 3) 300 000 ab. a Costantinopoli, capitale dell'Impero bizantino. L'odierna Istanbul, in Turchia
  - 4) 200 000 ab. ad Angkor nell'Impero Khmer, odierna Cambogia
  - 5) 180 000 ab. a Kyōto in Giappone
  - 6) 135 000 ab. al Cairo, in Egitto
  - 7) 125 000 ab. a Baghdad, nell'odierno Iraq
  - 8) 125 000 ab. a Nīshāpūr (Neyshabur) nell'odierno Iran
  - 9) 110 000 ab. ad Al-Hasa, nell'Arabia Felix, odierna Arabia Saudita
  - 10) 100 000 ab. a Patan (Anhilwara), nell'odierna India

#### Medicina
- Pubblicazione, da parte del medico arabo Abū Al-Qāsim di Córdoba, di un trattato di medicina in 30 volumi; sarà molto conosciuto anche nel mondo cristiano

## Nati
- Bertoldo I di Zähringen, nobile tedesco († 1078)
- Enrico I di Lotaringia, nobile tedesco († 1060)
- Giovanni l'Orfanotrofo, bizantino († 1043)
- Ibn Rashī´q, poeta arabo († 1064)
- Michele I Cerulario, arcivescovo ortodosso bizantino († 1059)
- Uta di Ballenstedt, nobildonna († 1046)

## Morti
- 4 luglio - Ugo I di Ponthieu, nobile francese
- 5 luglio - Atanasio l'Atonita, monaco cristiano bizantino (n. 920)
- 5 luglio - Tommaso di Terreti, monaco cristiano e santo italiano
- 21 novembre - Giovanni Vincenzo, arcivescovo italiano
- 16 dicembre - Macario di Collesano, abate e santo italiano
- Amizone, vescovo italiano
- Elia I di Alessandria, arcivescovo egiziano
- Ivar di Waterford, re
- Mari II bar Tuba, vescovo cristiano orientale siro
- Markwart III, nobile tedesco
- Olaf I di Norvegia, re
- Olderico Manfredi I, nobile
- Ibn Sahl, matematico, fisico e ottico persiano (n. 940)

## Calendario
| Calendario 1000 | Calendario 1000 | Calendario 1000 | Calendario 1000 | Calendario 1000 | Calendario 1000 | Calendario 1000 | Calendario 1000 | Calendario 1000 | Calendario 1000 | Calendario 1000 | Calendario 1000 | Calendario 1000 | Calendario 1000 | Calendario 1000 | Calendario 1000 | Calendario 1000 | Calendario 1000 | Calendario 1000 | Calendario 1000 | Calendario 1000 | Calendario 1000 | Calendario 1000 | Calendario 1000 | Calendario 1000 | Calendario 1000 | Calendario 1000 | Calendario 1000 | Calendario 1000 | Calendario 1000 | Calendario 1000 | Calendario 1000 | Calendario 1000 |
| --------------- | --------------- | --------------- | --------------- | --------------- | --------------- | --------------- | --------------- | --------------- | --------------- | --------------- | --------------- | --------------- | --------------- | --------------- | --------------- | --------------- | --------------- | --------------- | --------------- | --------------- | --------------- | --------------- | --------------- | --------------- | --------------- | --------------- | --------------- | --------------- | --------------- | --------------- | --------------- | --------------- |
|                 | 1               | 2               | 3               | 4               | 5               | 6               | 7               | 8               | 9               | 10              | 11              | 12              | 13              | 14              | 15              | 16              | 17              | 18              | 19              | 20              | 21              | 22              | 23              | 24              | 25              | 26              | 27              | 28              | 29              | 30              | 31              |                 |
| Gennaio         | Lu              | Ma              | Me              | Gi              | Ve              | Sa              | Do              | Lu              | Ma              | Me              | Gi              | Ve              | Sa              | Do              | Lu              | Ma              | Me              | Gi              | Ve              | Sa              | Do              | Lu              | Ma              | Me              | Gi              | Ve              | Sa              | Do              | Lu              | Ma              | Me              |                 |
| Febbraio        | Gi              | Ve              | Sa              | Do              | Lu              | Ma              | Me              | Gi              | Ve              | Sa              | Do              | Lu              | Ma              | Me              | Gi              | Ve              | Sa              | Do              | Lu              | Ma              | Me              | Gi              | Ve              | Sa              | Do              | Lu              | Ma              | Me              | Gi              |                 |                 |                 |
| Marzo           | Ve              | Sa              | Do              | Lu              | Ma              | Me              | Gi              | Ve              | Sa              | Do              | Lu              | Ma              | Me              | Gi              | Ve              | Sa              | Do              | Lu              | Ma              | Me              | Gi              | Ve              | Sa              | Do              | Lu              | Ma              | Me              | Gi              | Ve              | Sa              | Do              |                 |
| Aprile          | Lu              | Ma              | Me              | Gi              | Ve              | Sa              | Do              | Lu              | Ma              | Me              | Gi              | Ve              | Sa              | Do              | Lu              | Ma              | Me              | Gi              | Ve              | Sa              | Do              | Lu              | Ma              | Me              | Gi              | Ve              | Sa              | Do              | Lu              | Ma              |                 |                 |
| Maggio          | Me              | Gi              | Ve              | Sa              | Do              | Lu              | Ma              | Me              | Gi              | Ve              | Sa              | Do              | Lu              | Ma              | Me              | Gi              | Ve              | Sa              | Do              | Lu              | Ma              | Me              | Gi              | Ve              | Sa              | Do              | Lu              | Ma              | Me              | Gi              | Ve              |                 |
| Giugno          | Sa              | Do              | Lu              | Ma              | Me              | Gi              | Ve              | Sa              | Do              | Lu              | Ma              | Me              | Gi              | Ve              | Sa              | Do              | Lu              | Ma              | Me              | Gi              | Ve              | Sa              | Do              | Lu              | Ma              | Me              | Gi              | Ve              | Sa              | Do              |                 |                 |
| Luglio          | Lu              | Ma              | Me              | Gi              | Ve              | Sa              | Do              | Lu              | Ma              | Me              | Gi              | Ve              | Sa              | Do              | Lu              | Ma              | Me              | Gi              | Ve              | Sa              | Do              | Lu              | Ma              | Me              | Gi              | Ve              | Sa              | Do              | Lu              | Ma              | Me              |                 |
| Agosto          | Gi              | Ve              | Sa              | Do              | Lu              | Ma              | Me              | Gi              | Ve              | Sa              | Do              | Lu              | Ma              | Me              | Gi              | Ve              | Sa              | Do              | Lu              | Ma              | Me              | Gi              | Ve              | Sa              | Do              | Lu              | Ma              | Me              | Gi              | Ve              | Sa              |                 |
| Settembre       | Do              | Lu              | Ma              | Me              | Gi              | Ve              | Sa              | Do              | Lu              | Ma              | Me              | Gi              | Ve              | Sa              | Do              | Lu              | Ma              | Me              | Gi              | Ve              | Sa              | Do              | Lu              | Ma              | Me              | Gi              | Ve              | Sa              | Do              | Lu              |                 |                 |
| Ottobre         | Ma              | Me              | Gi              | Ve              | Sa              | Do              | Lu              | Ma              | Me              | Gi              | Ve              | Sa              | Do              | Lu              | Ma              | Me              | Gi              | Ve              | Sa              | Do              | Lu              | Ma              | Me              | Gi              | Ve              | Sa              | Do              | Lu              | Ma              | Me              | Gi              |                 |
| Novembre        | Ve              | Sa              | Do              | Lu              | Ma              | Me              | Gi              | Ve              | Sa              | Do              | Lu              | Ma              | Me              | Gi              | Ve              | Sa              | Do              | Lu              | Ma              | Me              | Gi              | Ve              | Sa              | Do              | Lu              | Ma              | Me              | Gi              | Ve              | Sa              |                 |                 |
| Dicembre        | Do              | Lu              | Ma              | Me              | Gi              | Ve              | Sa              | Do              | Lu              | Ma              | Me              | Gi              | Ve              | Sa              | Do              | Lu              | Ma              | Me              | Gi              | Ve              | Sa              | Do              | Lu              | Ma              | Me              | Gi              | Ve              | Sa              | Do              | Lu              | Ma              |                 |